# Os Rouxinóis
A Sociedade Recreativa e Cultural Os Rouxinóis é uma tradicional escolas de samba da cidade de Uruguaiana. Sua quadra, denominada "Palácio do Samba", está situada na Avenida Presidente Vargas.

## História
A agremiação Os Rouxinóis teve origem no início da década de 1950, sob reuniões de jovens que se encontravam nas calorosas noites dos dias de verão de Uruguaiana, precisamente no encontro das ruas 24 de Maio (atual Eustáquio Ormazabal) com a Bento Martins.
Muitos deste integrantes eram participantes da tradicional Sociedade Carnavalesca Cordão de Ouro, localizada a cerca de 100 metros de seus encontros, na conhecida SBU (Sociedade Beneficente União Filhos do Trabalho), onde eram realizadas alegres festas sob os rigores da sociedade tradicional da época.
Descontentes com estes rigores e ritualísticas, no dia 15 de janeiro de 1953, estes moços com os vulgos de Vadico, Moca, Pichulim, Duqueza, Beiço, e nomes como Sidnei Garcia, Ubirajara da Fontoura,  Alberto Serdan, Miguel Neves e Carlos Aurélio da Nova, tomaram a frente nesta "revolução" contra as habituais cerimônias festivas.
Uma escola de samba genuinamente uruguaianense, Os Rouxinóis foi criada por moços daquela cidade, como os citados acima; os quais colocaram-se no contrafluxo da "tradicionalidade" das escolas existentes em Uruguaiana, tendo em vista que as demais escolas eram formadas exclusivamente por fuzileiros navais, entre estas criações, as escolas Filhos do Mar e Manda Chuva da Folia. Assim, a cadência do ritmo trazida por estes marinheiros acabou por influenciar a escola de samba hoje em atividade.
Na época de sua criação, sob o comando de Sidnei Garcia e o diretor de bateria Carlos Aurélio da Nova, por influência de um changador local, conhecido como Juvenal, denominou-se a escola de "Os Rouxinóis", por se tratar do Rouxinol, pássaro de belo cantar. Juvenal, afirmava que quando este pássaro cantava, toda a floresta parava para ouví-lo. Desta forma, assim como o canto do pássaro, a escola veste-se das cores do animal, passando a adotar o verde e o branco.
Observando-se a data de fundação d'Os Rouxinóis, percebe-se que o carnaval de Uruguaiana acompanhou o nascimento do carnaval de rua do Rio de Janeiro, pois escolas tradicionais como Salgueiro (1953), União da Ilha (1953), Imperatriz (1959), entre outras, são de mais breve data ou foram fundadas na mesma época.
Inicialmente, devido aos contatos e pela proximidade com a Sociedade Cordão de Ouro, a escola foi formada por homens, passando mais adiante a ser composta por mulheres, o que acabou por provocar todo um brilho e sensibilidade para engrandecimento da escola, bem como tornando o ambiente familiar, agregando as famílias, entre elas os Alves, Agapito, Valença, Bilhalva, da Nova, Abreu, Almeron, Fagundes entre outras.
Em 1957, devido a Uruguaiana ser um ponto estratégico militar, havia e existem até hoje, muitos militares na região, e com eles bandas militares. Devido a elas, a escola incorporou o tarol, provocando uma maior vibração nesta bateria formada por repiques, surdinhos, reco-recos, tamborins, frigideiras, agogôs, chocalhos, todos de fabricação local e por integrantes da escola.
Em 17 de fevereiro de 2011, Renan Rosado, mestre-sala da escola, e que também desfilava na ACSD Zum-Zum, da Argentina, morreu eletrocutado, enquanto ajudava no barracão.
Muitos famosos participaram dos desfiles da escola, tais como: Viviane Araújo, Valéria Valenssa, Ângela Bismarchi, Nana Gouvêia, Wantuir e até mesmo Neguinho da Beija-Flor.[carece de fontes?]

## Segmentos

### Presidentes
| Nome                 | Mandato   | Ref.  |
| -------------------- | --------- | ----- |
| Francisco Sanchotene | ? - 2015  | [ 6 ] |
| Douglas Brandalise   | 2021/2024 |       |

### Diretores
| Ano  | Diretor de Carnaval   | Diretor de harmonia | Mestre de bateria | Ref.  |
| ---- | --------------------- | ------------------- | ----------------- | ----- |
| 2015 | Thiago Soares Marzall | Fabio Puget         | Lucas Russi       | [ 6 ] |
| 2016 | Fábio Puget           |                     | Alexandre         | [ 7 ] |

### Coreógrafo
| Ano       | Nome          | Ref.              |
| --------- | ------------- | ----------------- |
| 2015-2018 | Fábio Madeira | [ 6 ] [ 7 ] [ 3 ] |

### Mestre-sala e Porta-bandeira
| Ano        | Nome                                | Ref.  |
| ---------- | ----------------------------------- | ----- |
| 2015       | Mosquito e Débora                   | [ 6 ] |
| 2016-2018  | Feliciano Júnior e Raphaela Cabloco | [ 7 ] |
| 2019-atual | Claudinho e Selminha Sorriso        |       |

### Corte de Bateria
| Ano       | Rainha             | Madrinha       | Ref.  |
| --------- | ------------------ | -------------- | ----- |
| 2013-2014 | Lucilene Caetano   |                |       |
| 2015      | Maria Eduarda Lima |                | [ 6 ] |
| 2016      |                    | Lilian Schultz | [ 7 ] |

## Carnavais
| Ano                                   | Colocação   | Grupo    | Enredo                                                                                           | Carnavalesco                                                                    | Intérprete       | Ref.                       |
| ------------------------------------- | ----------- | -------- | ------------------------------------------------------------------------------------------------ | ------------------------------------------------------------------------------- | ---------------- | -------------------------- |
| 1954                                  | Campeã      | 1º       |                                                                                                  |                                                                                 |                  |                            |
| 1955                                  |             |          |                                                                                                  |                                                                                 |                  |                            |
| 1956                                  | Campeã      | 1º       |                                                                                                  |                                                                                 |                  |                            |
| 1957                                  | Campeã      | 1º       |                                                                                                  |                                                                                 |                  |                            |
| 1958                                  | Campeã      | 1º       |                                                                                                  |                                                                                 |                  |                            |
| 1959                                  | Campeã      | 1º       |                                                                                                  |                                                                                 |                  |                            |
| Não ocorreram desfiles em 1960        |             |          |                                                                                                  |                                                                                 |                  |                            |
| 1961                                  | Campeã      | 1º       |                                                                                                  |                                                                                 |                  |                            |
| 1962                                  | Campeã      | 1º       |                                                                                                  |                                                                                 |                  |                            |
| 1963                                  | Campeã      | 1º       | Fatos Históricos-Descobrimento do Brasil (1500) e Abolição da Escravatura (1888)                 |                                                                                 |                  |                            |
| 1964                                  | Campeã      | 1º       |                                                                                                  |                                                                                 |                  |                            |
| 1965                                  | Campeã      | 1º       | Rio Quatrocentão                                                                                 |                                                                                 |                  |                            |
| 1966                                  | Campeã      | 1º       | O petróleo é nosso                                                                               |                                                                                 |                  |                            |
| 1967                                  | Campeã      | 1º       | Os cinco Bailes do Império                                                                       |                                                                                 |                  |                            |
| 1968                                  | Campeã      | 1º       |                                                                                                  |                                                                                 |                  |                            |
| 1969                                  |             |          |                                                                                                  |                                                                                 |                  |                            |
| 1970                                  |             |          |                                                                                                  |                                                                                 |                  |                            |
| 1971                                  |             |          |                                                                                                  |                                                                                 |                  |                            |
| 1972                                  |             |          |                                                                                                  |                                                                                 |                  |                            |
| 1973                                  | Campeã      | 1º       | Reminiscências do carnaval                                                                       |                                                                                 |                  |                            |
| 1974                                  |             |          |                                                                                                  |                                                                                 |                  |                            |
| 1975                                  | Campeã      | 1º       | Glória e esplendor do Cassino da Urca                                                            |                                                                                 |                  |                            |
| 1976                                  |             |          |                                                                                                  |                                                                                 |                  |                            |
| 1977                                  |             |          |                                                                                                  |                                                                                 |                  |                            |
| 1978                                  | Campeã      | 1º       | Praça Onze em show maior                                                                         |                                                                                 |                  |                            |
| 1979                                  | Campeã      | 1º       | Apoteose do Samba                                                                                |                                                                                 |                  |                            |
| 1980                                  |             |          |                                                                                                  |                                                                                 |                  |                            |
| 1981                                  | Campeã      | 1º       | O esplendor das sete cidades de rocha.                                                           |                                                                                 |                  |                            |
| 1982                                  | Campeã      | 1º       | Muiraquitã , um mundo de belezas.                                                                |                                                                                 |                  |                            |
| 1983                                  |             |          |                                                                                                  |                                                                                 |                  |                            |
| 1984                                  |             |          |                                                                                                  |                                                                                 |                  |                            |
| 1985                                  |             |          |                                                                                                  |                                                                                 |                  |                            |
| 1986                                  | Campeã      | 1º       |                                                                                                  |                                                                                 |                  |                            |
| 1987                                  |             |          |                                                                                                  |                                                                                 |                  |                            |
| 1988                                  |             |          |                                                                                                  |                                                                                 |                  |                            |
| 1989                                  | Campeã      | 1º       | O Corsário                                                                                       |                                                                                 |                  |                            |
| Não ocorreram desfiles em 1990 e 1991 |             |          |                                                                                                  |                                                                                 |                  |                            |
| 1992                                  |             |          |                                                                                                  |                                                                                 |                  |                            |
| 1993                                  |             | 1º       |                                                                                                  | Severo Luzardo                                                                  |                  |                            |
| 1994                                  |             | 1º       |                                                                                                  | Severo Luzardo                                                                  |                  |                            |
| 1995                                  |             |          |                                                                                                  |                                                                                 |                  |                            |
| 1996                                  |             | 1º       |                                                                                                  | Severo Luzardo                                                                  |                  |                            |
| Não ocorreram desfiles em 1997        |             |          |                                                                                                  |                                                                                 |                  |                            |
| 1998                                  | Campeã      | 1º       | Cantei, Pulei, Dancei e me Acabei.                                                               | Severo Luzardo                                                                  |                  |                            |
| 1999                                  | 4º lugar    | 1º       | Além da Imaginação                                                                               | Severo Luzardo                                                                  |                  |                            |
| 2000                                  | Campeã      | 1º       | www.rouxinois.com.br                                                                             | Severo Luzardo                                                                  |                  | [ 1 ] [ 8 ]                |
| 2001                                  | Campeã      | 1º       | Tudo que é bom engorda, faz mal ou é pecado                                                      | Severo Luzardo                                                                  |                  | [ 1 ] [ 9 ]                |
| 2002                                  | Campeã      | 1º       | Pra te fazer feliz                                                                               | Severo Luzardo                                                                  |                  | [ 10 ]                     |
| 2003                                  | Campeã      | 1º       | Sou ouro forte, sou raiz do samba                                                                | Severo Luzardo                                                                  |                  | [ 1 ]                      |
| 2004                                  | Campeã      | 1º       | Pelos quatro cantos... com os quatro ventos, eu brinco                                           | Severo Luzardo                                                                  |                  | [ 1 ]                      |
| 2005                                  | 3º lugar    | 1º       | Da magia da escrita à viagem do saber.                                                           | Jaime Cezário                                                                   |                  | [ 1 ]                      |
| 2006                                  | Campeã      | 1º       | Terra Brasilis, a metamorfose da vida                                                            | Severo Luzardo                                                                  |                  | [ 1 ]                      |
| 2007                                  | Vice-campeã | 1º       | Ave Marias! Cheias de Graça...                                                                   | Severo Luzardo                                                                  |                  | [ 11 ] [ 12 ]              |
| 2008                                  | Vice-campeã | 1º       | Aventureiros da Ilusão                                                                           | Jaime Cezário                                                                   |                  | [ 1 ]                      |
| 2009                                  | Vice-campeã | 1º       | Povo brasileiro, a mistura que deu samba.                                                        | Tavinho Novello                                                                 |                  | [ 1 ]                      |
| 2010                                  | 3º lugar    | 1º       | Uma paixão nacional contada em cinco copos                                                       | Severo Luzardo                                                                  |                  | [ 13 ]                     |
| 2011                                  | Vice-campeã | 1º       | Carrossel de Folias                                                                              | Severo Luzardo                                                                  |                  | [ 14 ]                     |
| 2012                                  | Vice-campeã | 1º       | Contar, Cantar e Sambar Compositores: Jeferson Lima, Adonai e Cristóvao                          | Jéferson Lima                                                                   | Wantuir          | [ 15 ] [ 16 ]              |
| 2013                                  | 3º lugar    | Especial | Uma Festa Nas Alturas                                                                            | Marcus Ferreira                                                                 |                  | [ 17 ] [ 18 ]              |
| 2014                                  | 4º lugar    | Especial | Tu És o Ar Que Respiro, A Razão do Meu Cantar: Verde Que Te Quero Verde, Verde Que Me Faz Sonhar | Jaime Cezário                                                                   |                  | [ 19 ]                     |
| 2015                                  | 3º lugar    | Especial | Na Batalha do Meu País... a Retomada Me Fez Feliz... Uruguaiana Minha Raiz!                      | Mauro Xuxa                                                                      |                  | [ 20 ] [ 21 ]              |
| 2016                                  | Campeã      | Especial | Ô Abre-Alas Que Eu Quero Passar                                                                  | Severo Luzardo, André Rodrigues e Júnior Schall                                 | Wantuir          | [ 7 ] [ 22 ] [ 23 ] [ 24 ] |
| 2017                                  | Campeã      | Especial | África de Todos Nós.                                                                             | Severo Luzardo, Júnior Schall e Marcos Kopke                                    | Wantuir          | [ 25 ] [ 26 ] [ 27 ]       |
| 2018                                  | 4º lugar    | Especial | Contos e Encontros Além da Imaginação                                                            | Severo Luzardo                                                                  | Wantuir          | [ 3 ] [ 28 ]               |
| 2019                                  | Campeã      | Especial | Os Filhos Mágicos dos Ventos                                                                     | Severo Luzardo e Davi Gbanna                                                    | Wantuir          | [ 29 ] [ 30 ] [ 31 ]       |
| 2020                                  | 5º lugar    | Especial | O feitiço da Lua                                                                                 | Severo Luzardo, Cahê Rodrigues Rodrigo Marques, Guilherme Diniz, Adriano Amaral | Wantuir          | [ 32 ] [ 33 ]              |
| Não ocorreram desfiles em 2021 e 2022 |             |          |                                                                                                  |                                                                                 |                  |                            |
| 2023                                  | 5º lugar    | Especial | Os Rouxinóis 70 Anos - Onde Mora a Felicidade                                                    | Davi Gbanna                                                                     | Wantuir          | [ 35 ] [ 36 ]              |
| 2024                                  | 4º lugar    | Especial | Ale - Mistérios da Noite                                                                         | Junior Barata                                                                   | Wantuir e Chicão | [ 37 ]                     |
| 2025                                  | 3º lugar    | Especial | Ekobé Sepé – O Enviado dos Ancestrais                                                            | Rodrigo Meiners                                                                 | Wantuir e Chicão |                            |

## Títulos
- Campeã em Uruguaiana (31): 1954, 1956, 1957, 1958, 1959, 1961, 1962, 1963, 1964, 1965, 1966, 1967, 1968, 1973, 1975, 1978, 1979, 1981, 1982, 1986, 1989, 1998, 2000, 2001, 2002, 2003, 2004, 2006, 2016, 2017 e 2019;

Sendo:
- 6 vezes Bicampeã
- 3 vezes Tricampeã
- 3 vezes Tetracampeã
- 2 vezes Pentacampeã
- 1 vez Hexacampeã
- 1 Vez Heptacampeã
- 1 Vez Octacampeã